# Criptofàgids
Els criptofàgids (Cryptophagidae) són una família de coleòpters polífags de la superfamília dels cucujoïdeus amb 60 gèneres i 600 espècies de distribució cosmopolita. Els adults i les larves s'alimenten exclusivament de fongs.

## Característiques
La seva mida varia d'1 a 11 mm de llargada i normalment tenen un cos ovalat i una cintura prima.

## Taxonomia
Se n'han descrit unes 600 espècies dins uns 60 gèneres en dues subfamílies.
Subfamílies:
- Atomariinae
- Cryptophaginae

Gèneres:
- Antherophagus
- Atomaria
- Coenoscelis
- Cryptophagus
- Ephistemus
- Henoticus
- Micrambe
- Ootypus
- Paramecosoma
- Renodesta[4]
- Telmatophilus